# Gornja Ljubata
Gornja Ljubata (izvirno srbsko Горња Љубата; bolgarsko Горна Любата) je naselje v Srbiji, ki upravno spada pod Občino Bosilegrad; slednja pa je del Pčinjskega upravnega okraja.

## Demografija
V naselju živi 402 polnoletnih prebivalcev, pri čemer je njihova povprečna starost 46,9 let (44,1 pri moških in 49,6 pri ženskah). Naselje ima 192 gospodinjstev, pri čemer je povprečno število članov na gospodinjstvo 2,53.
To naselje je v glavnem bolgarsko (glede na popis iz leta 2002).
|  |

| Demografija | Demografija     | Demografija     |
| Leto        | Št. prebivalcev | Št. prebivalcev |
| ----------- | --------------- | --------------- |
|             |                 |                 |
|             |                 |                 |
|             |                 |                 |
|             |                 |                 |
| 1948        | 1405            |                 |
| 1953        | 1657            |                 |
| 1961        | 1621            |                 |
| 1971        | 1580            |                 |
| 1981        | 1064            |                 |
| 1991        | 660             | 660             |
| 2002        | 486             | 485             |
|             |                 |                 |

| Etnična sestava po popisu iz leta 2002 | Etnična sestava po popisu iz leta 2002 | Etnična sestava po popisu iz leta 2002 | Etnična sestava po popisu iz leta 2002 | Etnična sestava po popisu iz leta 2002 |
| -------------------------------------- | -------------------------------------- | -------------------------------------- | -------------------------------------- | -------------------------------------- |
| Bolgari                                | Bolgari                                |                                        | 415                                    | 85,56%                                 |
| Srbi                                   | Srbi                                   |                                        | 32                                     | 6,59%                                  |
| Romuni                                 | Romuni                                 |                                        | 1                                      | 0,20%                                  |
| Jugoslovani                            | Jugoslovani                            |                                        | 1                                      | 0,20%                                  |
| Neznano                                | Neznano                                |                                        | 8                                      | 1,64%                                  |